# رسالة مفتوحة إلى المؤتمر الوطني السادس عشر للحزب الشيوعي الصيني
رسالة مفتوحة إلى المؤتمر الوطني السادس عشر للحزب الشيوعي الصيني هي عبارة عن عريضة قام بها عدد من النشطاء السياسيين في جمهورية الصين الشعبية والتي حثت الحزب الشيوعي الصيني على إدخال إصلاحات سياسية.
كان هناك 192 موقعًا على الرسالة، من خطاب صدر في شهر نوفمبر 2002م، والذي تم نشره على الإنترنت، يدعو فيه المؤتمر الوطني السادس عشر للحزب الشيوعي الصيني إلى إدخال إصلاحات سياسية.

## المطالب الست
- إعادة التأهيل السياسي للحركة المؤيدة للديمقراطية عام 1989.
- حق المنفيين السياسيين بالعودة من الخارج.
- إطلاق سراح تشاو زيانج من الإقامة الجبرية واستعادة حقوقه السياسية.
- إطلاق سراح السجناء السياسيين المسجونين.
- التصديق على العهد الدولي الخاص بالحقوق السياسية والمدنية.
- إجراء انتخابات حرة.

## الرد الحكومي
ردت السلطات الصينية على نشر الرسالة بقمع واعتقال فوريين للنشطاء السياسيين البارزين الذين وقعوا الرسالة. الموقّعون البارزون هم التالية أسماؤهم: هي ديبو وجيانغ ليجون وتشاو تشانغكينغ وأويانغ يي وسانغ جيانتشنغ وهان ليفا وداي إكسويشونغ، حوكموا بتهمة التخريب.